# Il battello pazzo
Il battello pazzo (Steamboat Round the Bend) è un film del 1935 diretto da John Ford.

## Trama
Il dottor John Pearly è un affabile truffatore di inizio secolo che vende una medicina brevettata il cui ingrediente principale è il whisky. Resuscita un battello a vapore in panne con un equipaggio improvvisato e sfida il rispettabile ma arrogante capitano Eli a una gara fluviale in cui il vincitore prende tutto.